# Ocean City, New Jersey
Ocean City, New Jersey là một thành phố thuộc quận Cape May trong bang New Jersey, Hoa Kỳ. Thành phố có tổng diện tích km², trong đó diện tích đất là km². Theo điều tra dân số Hoa Kỳ năm 2010, thành phố có dân số người.
Thành phố Ocean là thành phố chính của thành phố khu vực thống kê đô thị Ocean trong đó bao gồm tất cả các quận Cape May. Theo số liệu của cuộc thống kê dân số Hoa Kỳ năm 2000, dân số thành phố là 15.378 người. Trong những tháng mùa hè, với một dòng khách du lịch và các chủ nhà thứ hai, ước tính có 115.000 đến 130.000 trong biên giới của thành phố.
Thành phố có bãi biển được bình chọn là tốt thứ ba ở bang New Jersey theo bình chọn của Hiệp hội Khoa học biển New Jersey năm 2008.